# Ultra Super Pictures
Ultra Super Pictures (株式会社ウルトラスーパーピクチャーズ, Kabushiki-gaisha Urutorasūpāpikuchāzu) est une coentreprise holding japonaise fondée en août 2011 et affiliée aux studios d'animation japonaise Sanzigen, Ordet, Trigger et Liden Films.

## Histoire
Le 8 août 2011, Ultra Super Pictures est créé en ayant pour but de gérer communément les affaires et licences des trois studios d'animation japonaise Sanzigen pour la 3D, Ordet et le futur Studio Trigger (fondé le 22 août 2011) pour la 2D,.
Avec les investissements de nombreuses sociétés (principalement de Good Smile Company, de Max Factory, de Bushiroad Inc., de Nitroplus Co., Ltd., de pixiv) et de son représentant Hiroaki Matsuura, la coentreprise prend ses fonctions le 27 octobre 2011,; une quatrième filiale, Liden Films, est formée le 22 février 2012 avec Hiroaki Matsuura, Tetsurō Satomi de Barnum Studio et le producteur Tadao Iwaki.
Le 10 octobre 2014, Galaxy Graphics Inc. est établi comme une filiale et une société de production d'images CG  d'Ultra Super Pictures en partenariat avec Sammy Inc.,.

## Sociétés affiliées
- Sanzigen Inc.
- Ordet Co.,Ltd.
- Studio Trigger
- Liden Films
- Galaxy Graphics

## Productions
| Année | Titre          | Notes                                                             |
| ----- | -------------- | ----------------------------------------------------------------- |
| 2014  | Harmonie (ja)  | Court-métrage original de 25 minutes réalisé pour l'Anime Mirai.  |
| 2015  | Monster Strike | Basé sur le jeu mobile éponyme ; coproduction avec Studio Hibari. |

## Ultra Super Anime Time
L'Ultra Super Anime Time (ウルトラスーパーアニメタイム, Urutora Sūpā Anime Taimu, abrégé en USAT) est une case horaire consacrée aux anime produit par Ultra Super Pictures et diffusé sur Tokyo MX et BS11 entre début juillet 2015 et fin juin 2016,,. Les Ultra Super Sisters sont les personnages de navigation du programme composé de Supica (スピカ, Supika) et Sumaco (スマ子, Sumako), respectivement doublées par Kaori Ishihara et Yui Ogura.
| Ultra Super Anime Time     | Ultra Super Anime Time                            | Ultra Super Anime Time                      | Ultra Super Anime Time                                                                                                  |
| -------------------------- | ------------------------------------------------- | ------------------------------------------- | --- |
| Été 2015 (1re saison)      |                                                   |                                             | |
| Ordre de diffusion         | Titre                                             | Studio(s) d'animation                       | Notes |
| 1re série                  | Miss Monochrome: The Animation 2 (ja)             | SanzigenLiden Films                         | Précédente(s) saison(s) diffusée(s) sur TV Tokyo                                                                        |
| 2e série                   | Wooser's Hand-to-Mouth Life: Mugen-hen (ja)       | Sanzigen                                    | Précédente(s) saison(s) diffusée(s) sur TV Tokyo                                                                        |
| 3e série                   | Wakaba Girl (ja)                                  | Nexus                                       | Basé sur le yonkoma manga de Yui Hara                                                                                   |
| Automne 2015 (2e saison)   |                                                   |                                             | |
| Ordre de diffusion         | Titre                                             | Studio(s) d'animation                       | Notes |
| 1re série                  | Hacka Doll (ja)                                   | Creators in Pack(Coopération: TRIGGER)      | Basé sur l'application d'informations éponyme de DeNA sur smartphone                                                    |
| 2e série                   | Miss Monochrome: The Animation 3 (ja)             | SanzigenLiden Films                         | 3e saison de la série                                                                                                   |
| 3e série                   | Kagewani (ja)                                     | Tomovies                                    | Série originale |
| Hiver 2016 (3e saison)     |                                                   |                                             | |
| Ordre de diffusion         | Titre                                             | Studio(s) d'animation                       | Notes |
| 1re série                  | Oshiete! Galko-chan (ja)                          | feel.                                       | Basé sur le manga du même nom de Kenya Suzuki                                                                           |
| 2e série                   | Sekkō Boys (ja)                                   | Liden Films                                 | Série originale |
| 3e série                   | Tabi Machi Late Show (ja) (janvier)               | CoMix Wave Films(Coopération: Studio Chizu) | Œuvres de CoMix Wave Films composées de 4 épisodes et diffusées mensuellement                                           |
| 3e série                   | Kono danshi, mahō ga oshigotodesu. (ja) (février) | CoMix Wave Films                            | Œuvres de CoMix Wave Films composées de 4 épisodes et diffusées mensuellement                                           |
| 3e série                   | Kanojo to kanojo no neko: Everything Flows (mars) | Liden Films                                 | Œuvres de CoMix Wave Films composées de 4 épisodes et diffusées mensuellement                                           |
| Printemps 2016 (4e saison) |                                                   |                                             | |
| Ordre de diffusion         | Titre                                             | Studio(s) d'animation                       | Notes |
| 1re série                  | Uchū Patrol Luluco                                | Trigger                                     | Série originale |
| 2e série                   | Kagewani: Shō (ja)                                | Tomovies                                    | 2de saison de la série                                                                                                  |
| 3e série                   | Puchimas! Petit IdolM@ster (ja)                   | Gathering (en)                              | Rediffusion et réédition de cette série.À la suite du report de Rage of Bahamut: Manaria Friends (en) du Studio Hibari. |